# Siège de Delfzijl (1813-1814)
Sixième Coalition
Le siège de Delfzijl (également: blocus de Delfzijl) s'est déroulé du 13 novembre 1813 au 23 novembre 1814, pendant la période de transition de l'époque française aux Pays-Bas à la période du royaume uni des Pays-Bas.
Contrairement à la situation, par exemple, lors du siège de Leyde (1573-1574), qui s’achève avec la libération de Leyde (1574), l’occupant n’étaient pas autour mais à l’intérieur de la ville, car Delfzijl était aux mains françaises sous le colonel Pierre Maufroy (nl).
Les troupes de la garde nationale, les cosaques et les Prussiens et les navires de la flotte anglaise, conjointement dirigés par le colonel néerlandais Marcus Busch, ont assiégé la ville fortifiée de Delfzijl pour la reprendre aux mains des Pays-Bas.
Parce que le colonel Maufroy ne voulait pas croire que Napoléon Bonaparte était vaincu, il continua de défendre Delfzijl avec succès.
Ainsi, la forteresse de Delfzijl demeura occupée jusqu’après la fin de la période française.
Delfzijl fut donc le dernier soutien militaire de Napoléon, qui a été banni à l'île d'Elbe un mois et demi avant la libération de Delfzijl.

## Delfzijl à l'époque française
Delfzijl a toujours été une ville fortifiée importante avec un port (marine).
Durant la période française, la ville remplit un rôle stratégique.
Les premiers soldats français sont entrés dans Delfzijl le 19 janvier 1795, jour où Guillaume V est parti discrètement en Angleterre.
Les Français ont été accueillis à bras ouverts par le conseil municipal patriotique.
Dans une lettre adressée par les autorités municipales à la première assemblée nationale de la République batave de 1796, l'importance de la ville fortifiée de Delfzijl fut signalée à l'attention du public.
Les Français ont reconnu l'importance de Delfzijl et ont envoyé Jean-François Aimé Dejean, qui deviendra plus tard l'inspecteur général des fortifications, à Delfzijl pour préparer un rapport.
Delfzijl était considéré comme un élément clé de la défense du nord des Pays-Bas et devait donc être renforcé.
Les Français ont construit la Caserne du Centre et la Caserne Espagnole.
La Grande Caserne sur la zone d’exercice "De Venne" a été achevée en 1799.
En 1810, la marine a été élargie à huit bricks, huit canonnières et un petit nombre de petits navires.
En outre, deux vice-amiraux se sont installés dans la maison du commandant Delfzijl.
Une grande garnison a été placée dans la forteresse.
Non seulement les troupes et la flotte ont attiré l'attention, mais en 1811, la forteresse a été renforcée.

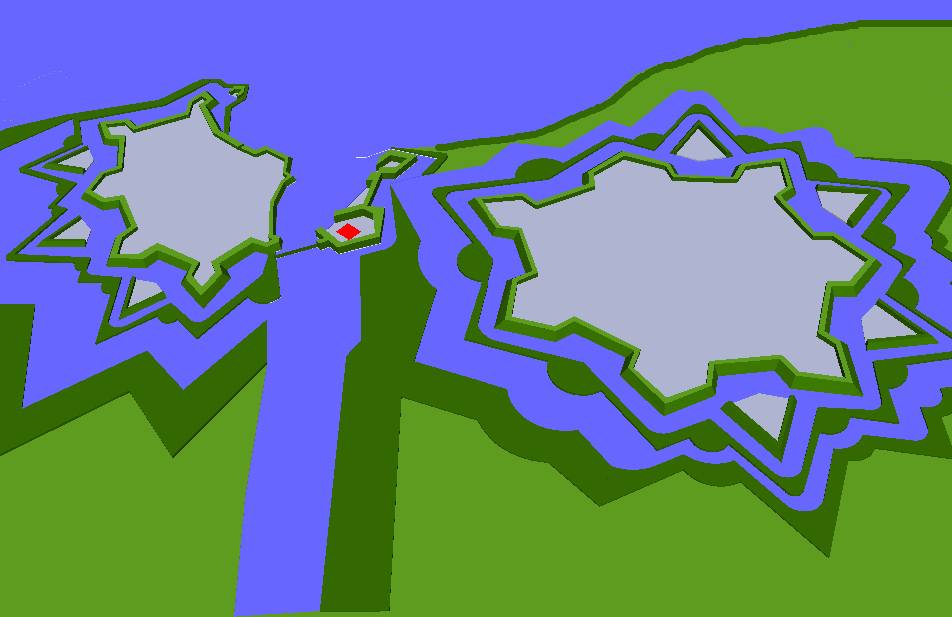
Reconstruction du projet de double fort Delfzijl - Farmsum

À la fin de 1811, Napoléon lui-même intervint dans les affaires de Delfzijl.
Il voulait une forte fortification sur l'Ems afin de repousser l'attaque britannique de la mer.
Des plans ont été élaborés pour renforcer encore Delfzijl en construisant une autre forteresse à côté (la dite forteresse jumelle), mais finalement rien n’en a résulté.
Les catastrophes françaises dans d'autres pays européens, notamment lors de la campagne de Russie, ont nécessité une attention et des efforts considérables.
Cependant, les défenses de Delfzijl ont été renforcées et étendues autant que possible.
Il y eut aussi plus de livraisons d'armes pour protéger la ville.
Après la grande bataille de Leipzig (16-19 octobre 1813), où Napoléon est écrasé, l'empereur se retire derrière le Rhin.
La forteresse de Delfzijl, qui était importante pour les Français pour le ravitaillement des troupes par mer, était prête pour son siège en novembre 1813.
Des troupes cosaques ont été vues entre Groningue et Delfzijl. 
Le 3 novembre, les entrées de la place a donc été entravée par la fermeture des portes à terre.
Les trois autres entrées de la forteresse: la Grande porte d’eau (Waterpoort ou Havenpoort), la Petite porte d’eau (Kleine Waterpoort ou Ruyterpoort) et la porte Farmsumer (Farmsumerpoort) ont reçues des renforts de sentinelles.
Le 13 novembre 1813, les stocks de fournitures d'Appingedam ont été saisis et transférés à Delfzijl, après quoi tous les accès ont été fermés.
Le siège de Delfzijl a commencé.

## Le siège de Delfzijl

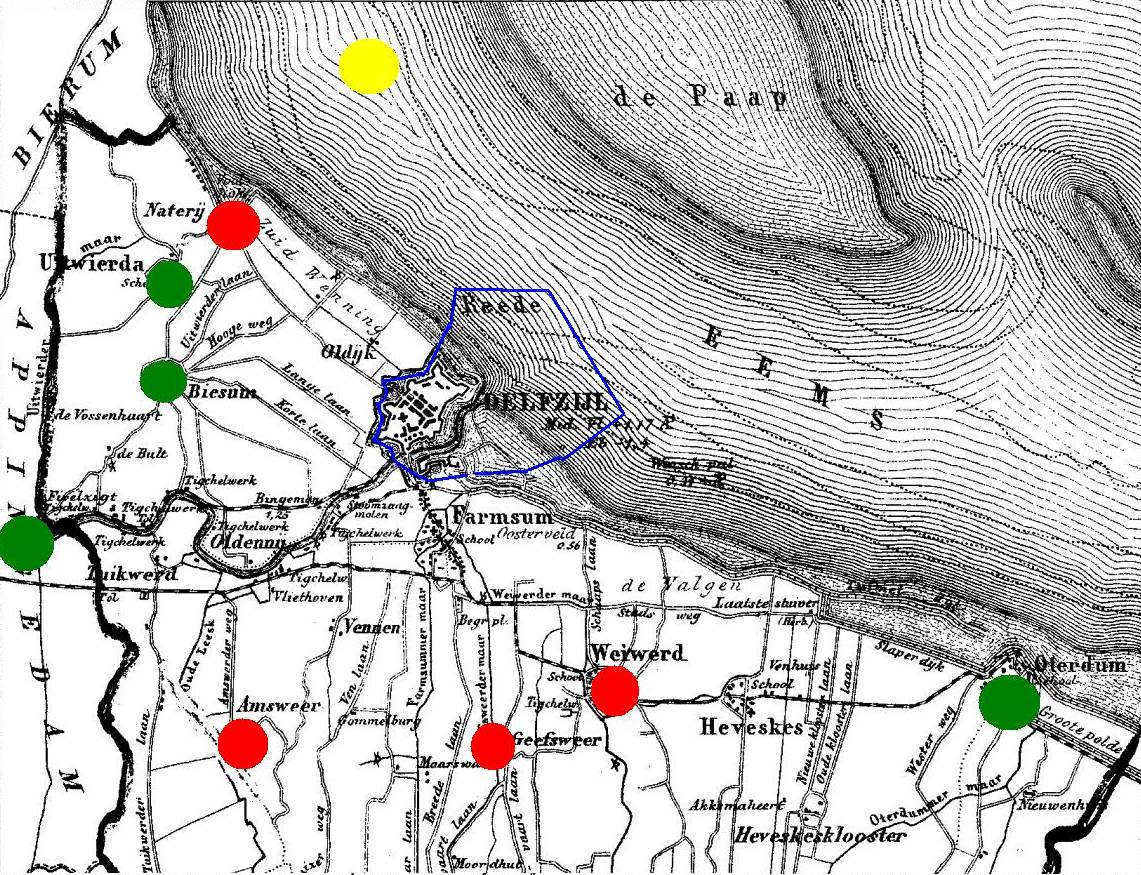
La situation dans son ensemble lors du siège de Delfzijl 1813-1814
----
Ville fortifiée de Delfzijl avec la rade
Batterie
Batterie détruite par les Français
Navires de guerre anglais

### Novembre 1813
Le 13 novembre 1813, le colonel Maufroy, commandant de la forteresse Delfzijl, proclama l'état de siège.
Avec plus de mille citoyens, 1 221 fantassins,  60 cavaliers, 80 artilleurs avec 200 canons sur les remparts, quatre officiers du génie et 209 marines de toutes nationalités différentes ont été placés à l'intérieur de la forteresse.
Maufroy a envoyé un ordre pour transférer l'artillerie du fort militaire de Zoutkamp à Delfzijl; pour cela il a envoyé un messager avec une lettre qui a traversé la ville de Groningue.
Marcus Busch, commandant de la garde nationale française, a pu intercepter ce message.
Il a ensuite attaqué Zoutkamp afin d'utiliser l'artillerie capturée pour la retourner contre Maufroy, avec le soutien des cosaques postés autour de Delfzijl.
Simultanément aux ordres envoyés à Zoutkamp, Maufroy envoya le navire escorter les canons.
Le capitaine néerlandais de ce navire a saisi sa chance et a rallié avec le navire le côté néerlandais.
Ce navire a été rééquipé et envoyé à l'embouchure de l'Ems pour rejoindre les forces navales britanniques.
Les Français ont finalement été complètement bloqués par une coalition de cosaques, de Prussiens et de Néerlandais, qui étaient cantonnés sur une large ceinture allant de Uitwierde, Biessum, Appingedam, Geefsweer, Weiwerd, Oterdum et Termunterzijl.
La route de retraite dans la partie nord de l'estuaire de l'Ems était coupée par les navires de la marine britannique.
En raison d'un faible niveau des vivres en stock (sept vaches, peu de sel et quasiment pas de vin), le 16 novembre, les Français ont effectué une sortie de ravitaillement avec une canonnière vers le Dollard.
Ils sont revenus à Delfzijl avec 2 575 kilogrammes d'orge, du vin et 20,623 kilogrammes de mazout domestique.
Dans le même temps, des portes sur terre ont été ouvertes pour effectuer un raid avec une troupe de 300 hommes en direction de Holwierde, Bierum, Spijk et Losdorp. Il a permis de capturer 200 bovins, 100 moutons, du matériel de réparation et un bateau rempli de vin.
En outre, plusieurs fermes, dont les paysans refusaient de coopérer, ont été incendiées et à Losdorp, un Français ivre a tiré sur le domestique du meunier pour avoir offensé les Français. Au contact des Cosaques, un soldat français a été blessé. Du côté des Cosaques, dix personnes ont été tuées et trois autres ont été capturées.
Après ces deux raids, beaucoup d'autres ont suivi.
Au cours des raids, il est arrivé que des soldats du côté français soient passés à l’ennemi.
Selon Maufroy, tous les transfuges étaient des Polonais, des Prussiens et des Allemands; il n'imaginait pas que des compatriotes français feraient une telle chose.

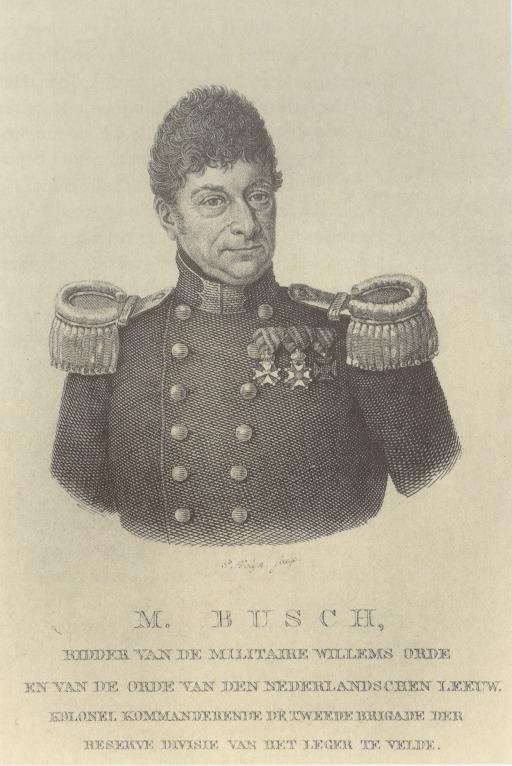
Colonel Markus Busch, commandant des troupes de siège

Le fait que les Français aient pu ainsi faire des incursions était lié au chaos qui régnait autour de la forteresse assiégée.
Les batteries autour de Delfzijl étaient pour la plupart encore mal équipées et les assiégeants n'étaient pas bien entraînés et peu disciplinés.
Le colonel Marcus Busch a été nommé commandant en chef des troupes assiégeant Delfzijl et a dès lors, tenté de rétablir l'ordre.
Le 29 novembre, le premier coup de canon « hollandais » a été tiré sur Delfzijl, qui a été réprimé par une salve violente des nombreux canons installés sur les remparts de Delfzijl.
Maufroy a ensuite laissé entendre que les batteries ne devraient pas se rapprocher, sinon il ouvrirait les écluses de Delfzijl afin d’inonder l'arrière-pays.
Le jour suivant, le fils du stathouder Guillaume V et Wilhelmine de Prusse a fouler le sol hollandais à Schéveningue après dix-huit ans d'absence.

### Décembre 1813
Le 2 décembre, Guillaume Ier fut nommé prince souverain des Pays-Bas.
En amont des rivières, seules les fortes forteresses de Deventer, Coevorden, Le Helder, Naarden et Delfzijl étaient encore aux mains des Français.
À Delfzijl, il faisait très froid à ce moment-là.
Le 1er décembre, il était déjà possible de marcher à pied le long d'une douve ou d'un canal; c'était une préoccupation majeure pour les Français assiégés à Delfzijl.
Les troupes du génie, cependant, permettait aux civils et aux militaires de tirer cinq fois par jour un bateau à travers la glace pour y conserver une tranchée de cinq mètres de large d'eau vive pour empêcher le gel de prendre dans les fossés inondés.
Bien que les assiégeants aient reçu de plus en plus de renforts (Busch avait déjà une armée d'environ 4 000 hommes), les raids français continuèrent.
Sans un approvisionnement suffisant de Delfzijl, Maufroy et ses troupes ne pourraient plus continuer à résister.
Cependant, beaucoup de soldats ont déserté dès qu'ils en eurent l'occasion.
Ainsi, le 14 décembre, trois officiers de la marine et 18 membres d'équipage avec leurs navires se sont rendus à la Royal Navy.
Durant le siège de Delfzijl, le colonel Busch maintenait et entraînait ses hommes en partie avec son propre argent. Cependant, il a été confronté au problème de l'habillement et de l'armement insuffisants de ses troupes. Beaucoup se sont plaints du mauvais approvisionnement.
Busch a donc commandé des manteaux pour ses subordonnés sans autorisation formelle de ses supérieurs.
En conséquence, sa réputation auprès des troupes s’est améliorée, mais ses supérieurs l’ont réprimandé pour ces actes arbitraires.
La relation n'était pas plus cordiale entre Busch et l'officier prussien Karl Friedrich Friccius, qui commandait 700 soldats à Emden armés de piques et de lances. Il n'acceptait pas que Busch soit son supérieur.
Maufroy a utilisé ces désaccords pour continuer à faire des incursions pour reconstituer ses stocks de vivre. Il a également harcelé les détachements avancés des assiégeants, afin de les épuiser.
Après que Friccius et le commandant anglais Davon l'ont sommé à deux reprises à se rendre, Maufroy répondit:

« Colonel, attaquez Delfzijl, je le defendrai. »

Cette provocation a intensifié la bataille.
Les positions de tir autour de Delfzijl ont été supprimées en brûlant des dizaines de fermes et un chantier naval. En outre, les navires dans le port ont abaissé ou réduit les mâts.
Près du flanc droit de la forteresse, les assiégeants ont commencé à construire des redoutes pour les batteries où plus de 500 personnes étaient employées quotidiennement.
Celles-ci étaient équipées de pièces lourdes, de sorte qu'avec le temps, il était possible de mener un vrai bombardement.
Markus Busch a fait pression sur les citoyens de Delfzijl, passant un appel en français et en néerlandais par l'intermédiaire des avant-postes de la forteresse, affirmant que le prince héritier d'Orange avait été proclamé prince souverain et qu'il était conseillé de ne plus reconnaître les autorités françaises.
Maufroy l'a rejeté comme un non-sens.
L’appel de Busch a toutefois eu un effet puissant: au moins 40 personnes ont rejoint ses rangs dans les jours suivants.

### Janvier 1814
En janvier, les tensions au sein de la forteresse ont continué de monter.
Au milieu du mois, plusieurs Suisses ont tenté de fuir la forteresse en passant sur la glace.
Quatre y ont réussi, mais le cinquième a été capturé.
Il fut extradé vers la Basse et Haute Chambre Suisse et, selon son propre système juridique suisse (plus strict que le droit français), condamné à mort en tant que déserteur.
Maufroy a demandé au tribunal la clémence, mais cette demande a été rejetée par les Suisses.
En plus de la perte de personnel due à la désertion (plus de 400 personnes ont fui avant février), Maufroy accusait de plus en plus de pertes lors des raids. La situation devenait de plus en plus grave.
Il a également mené une attaque sur le flanc droit, mais le 14 janvier, 400 miliciens de la région de Winschoten se sont rendus à Wagenborgen alors sous le commandement de Jan Remees Modderman (nl), de sorte que l'aile droite des assiégeants a été renforcée.
Ensuite, une tentative a été effectuée pour réduire le flanc droit des troupes françaises, ce qui a été possible après une bataille acharnée.

### Février 1814
Début février, les Français ont lancé une contre-attaque sur le flanc gauche. Dans la nuit du 5 février, une batterie près de Naterij (nl) a été attaquée et complètement détruite. Puis dans l'après-midi suivant, il y a eu une deuxième attaque, cette fois contre Holwierde et Appingedam, que les assiégeants ont repoussée. Dans la soirée, près d'Oosterhoek (nl) a eu lieu une attaque sur les batteries de Weiwerd et Geefsweer (nl), qui ont aussi été détruites. Les villages ont été incendiés et les raiders sont revenus à Delfzijl avec un grand butin.
En réponse, Busch et Friccius élaborèrent un plan pour prendre d'assaut la forteresse en utilisant un bombardement préalable.
Le commandant de la province, le lieutenant général Otto van Limburg Stirum, en a eu vent et avertit Busch que les troupes néerlandaises ne pourraient être autorisées à participer à l'assaut sur Delfzijl.
Au lieu de cela, Busch fut chargé de remettre une lettre au ton amical, dans laquelle il était demandé au colonel Maufroy d'être assez raisonnable pour rendre la forteresse.
Comme Busch, Friccius et le commandant de la marine anglaise Davon étaient en désaccord avec le contenu de la lettre, ils conviennent que Busch ne transmette pas cette missive. Mais il n'y aura pas non plus d'assaut tant que les Néerlandais ne voudraient pas y participer.
C'est ainsi que Busch a été arrêté pour refus d'obéissance et le colonel Coenraad van Valkenburg (nl) est nommé commandant des forces coalisées. Il en résulte un accroissement quotidien du chaos et du mécontentement parmi les assiégeants; l'insubordination et la désertion n'étaient plus une exception.
En fait, le siège fut stoppé et Maufroy remarqua que les troupes anglaises, qui avaient débarqué pour l'assaut, s'étaient retirées et étaient restées pacifiques pendant plusieurs jours.
Les Français ont profité alors de l'occasion en détruisant la batterie à Trinat, puis en se déplaçant sur Biessum et Uitwierde. Ils ont brûlé 24 fermes et tué un paysan et un soldat de la milice qui logeait chez lui, obligés de rester au lit en raison de sa maladie.
Van Valkenburg a alors attaqué les Français et une bataille féroce a eu lieu.

### Mars 1814

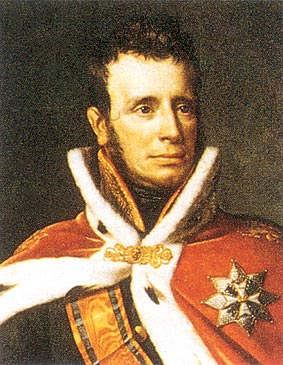
Guillaume Ier, représenté en 1819.

Le 3 mars 1814, les Français firent un autre raid réussi dans lequel 600 hommes étaient impliqués avec chevaux, chariots et appui d'artillerie de campagne visant Geefsweer (nl) et Amsweer (nl). Les batteries ennemies ont été saisies ou détruites et les assiégeants ont été soumis aux tirs de leurs propres canons. Après l'envoi de renforts puis à l'abri sous le feu défensif des remparts de la ville, les Français revinrent dans la forteresse en chantant d'allégresse.
Le jour suivant, le roi Guillaume Ier s'est rendu à Appingedam pour inspecter les positions et les forces assiégeant Delfzijl.
Il a appris la situation de chaos et de mécontentement parmi les troupes et a reçu des conseils pour rétablir le colonel Busch, officier hautement respecté par ses hommes, à son poste de commandant en chef du siège de Delfzijl. Le roi a alors suivi cette recommandation.
Quand Paris fut conquise le 31 mars 1814, Maufroy ne voulut rien savoir de la reddition. En tant que soldat fidèle à l'Empereur, il attendit les ordres de ses supérieurs - mais rien ne lui est parvenu.

### Avril 1814

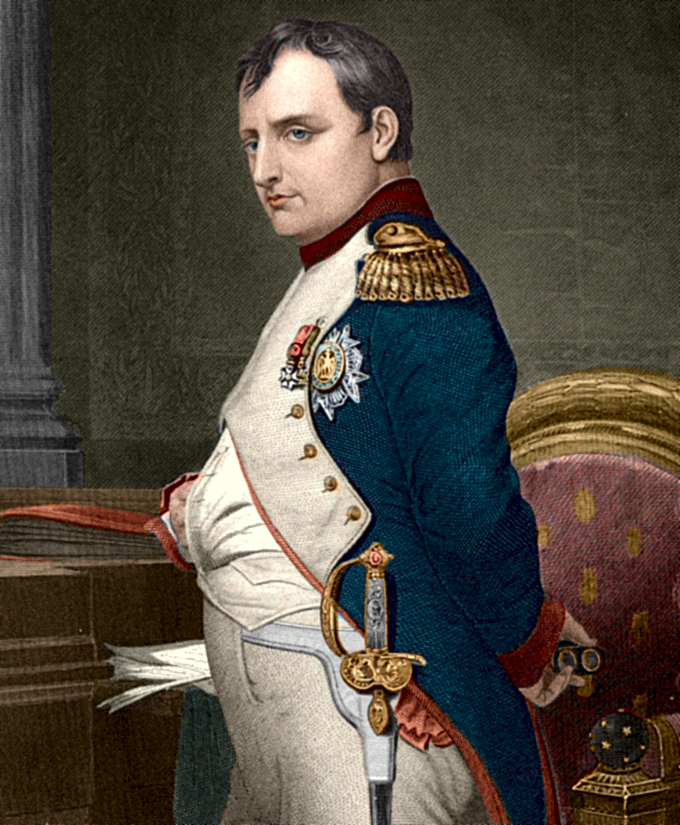
Napoléon Bonaparte

Malgré l'abdication de Napoléon Bonaparte le 6 avril 1814 et son bannissement sur l'île d'Elbe, son officier commandant à Delfzijl lui restait fidèle.
À la fin du mois de mars, des pourparlers avaient eu lieu en territoire neutre, mais ils n'ont pas abouti.
Au début d'avril, l'ancien commandant français d'Emden, Gombaud, s'est rendu à Delfzijl pour persuader Maufroy de se retirer. Maufroy a refusé; il était alors seulement disposé à négocier.
Quand, le 7 avril, il put voir aux jumelles que les navires de guerre anglais avaient baissé le drapeau français de la proue dans l'eau[pas clair] et que les navires tiraient des salves en l'honneur de la victoire des Alliés, Maufroy fit tirer sur les navires de la Navy. Ce fut en vain, car la distance était trop grande, mais Maufroy resta catégorique et tint la place.
Restauré à son commandement, Markus Busch a réussi à renforcer son autorité sur les troupes autour de Delfzijl, de sorte que les raids des Français eurent de moins en moins de succès.
Les citoyens de Delfzijl souffraient beaucoup, pas tant de la violence militaire que de la faim. Toutes les denrées étaient destinées aux soldats.
Bien qu'il y ait eu beaucoup d'échanges de tirs d'artillerie, il y a eu peu de dégâts à l'intérieur de Delfzijl.
En revanche, du côté des assiégeants, il y avait plus de dégâts, car les canons sur les remparts de Delfzijls ont causé de nombreuses destructions dans la région.
Parce que les Français ont gardé les écluses fermées, toute la Fivelingo était sous l'eau, ce qui a également provoqué de gros dégâts dans la région, l'eau n'étant plus évacuée vers la mer.
À la mi-avril, Maufroy reçut la proposition, selon laquelle un de ses officiers pourrait se convaincre de l'état de situation à Paris et aussi concernant l’abdication de Napoléon. Maufroy, qui n'a pas voulu croire aux articles de journaux, aux histoires rapportées ou aux proclamations de ses adversaires, a accepté l'offre.
Comme l'officier envoyé ne put voyager au-delà de La Haye (il lui était interdit de se rendre à Paris), il revint à Delfzijl le 26 avril. Et la méfiance de Maufroy ne fit qu'augmenter. Dans l’un de ses rapports quotidiens, il a indiqué que le refus de laisser l'officier se rendre à Paris était la preuve que la nouvelle de la défaite de Napoléon était fausse.
Selon Maufroy, la propagation des informations faisant état de la chute de Napoléon était un stratagème tactique visant à amener les Français à capituler.

### Mai 1814
Le 5 mai, après plusieurs négociations, un armistice est conclu.
Dans le même temps, les Français ont reçu de la nourriture, des médicaments, du vin et du tabac en échange de l'ouverture d'écluses à marée basse afin que l'eau puisse s'écouler de la zone de Fivelingo.
On a promis à Maufroy qu'il serait autorisé à se rendre en France avec les honneurs militaires, les armes et les bagages le rejoignant en temps voulu.
Le lieutenant-colonel français Morlet a, par la suite, rejoint la table des négociations, et il avait pour tâche d'informer les forteresses de la reddition et de les exhorter à se rendre. Maufroy a trouvé dans les documents que Morlet portait avec lui qu'il avait le titre de « chef du bataillon ». Cela signifiait qu'il était rétrogradé. Maufroy a mis en doute l'authenticité des documents et a de nouveau demandé à Morlet d'envoyer un autre officier à Paris afin d'obtenir des preuves authentiques. Morlet a accepté.
Une fois que cet officier est revenu à Delfzijl avec les documents requis, Maufroy a informé ses assiégeants qu'il était prêt pour l'accord de reddition mais selon ses propres conditions.
La condition la plus importante était qu’il puisse partir avec les honneurs militaires, quatre pièces d’artillerie et tous ses bagages.
Ensuite, un drapeau blanc a été hissé sur la Grote Waterpoort et 101 coups de canon, le Salut au canon, ont été tirés comme preuve de la décision de Maufroy.

## La libération de Delfzijl

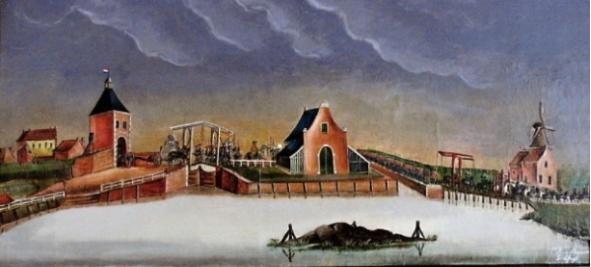
Libération de Delfzijl le 23 mai 1814. Les Français quittent la forteresse par la porte Farmsumer.
(Dessiné par Tobias Roelfs de Streun)
(Remarque: la photo montre la neige ... à la fin du mois de mai ... en Hollande.)

Après que les assiégeants aient accepté les conditions de Maufroy, le matin du 23 mai 1814, cinq navires transportant des Françaises, des enfants, des malades et des blessés ont quitté Delfzijl vers Anvers.
Puis, vers 7 heures du matin, environ 1 100 Français restants ont quitté la ville fortifiée pour se rendre d'abord à Bois-le-Duc, puis à Lille en traversant la Belgique.
Maufroy et ses hommes quittèrent la forteresse « avec drapeau en tête et tambour battant », emportant avec eux deux canons de campagne et deux obusiers. Avec ce départ, la dernière citadelle française est tombée.
À 10 heures, les troupes coalisées entrèrent dans la ville. À nouveau, des coups de canon ont été tirés depuis Delfzijl pour marquer l'événement.
Dans l'après-midi, le gouverneur de Groningue, le baron Gustav Willem van Imhoff (nl), est arrivé pour prendre possession de la forteresse au nom du gouvernement des Pays-Bas. Il a remplacé le maire français par un bourgmestre néerlandais.
Les quinze unités de la milice ont été remerciées pour leur contribution et renvoyées à la maison.
Les autres troupes ont marché sous le commandement de Busch vers la ville de Groningue. Elles y ont été accueillies avec fanfare et honorés sur la place du Grand Marché (nl).
Ensuite, à Delfzijl et les environs, les travaux ont été entrepris pour réparer les dégâts causés pendant le siège.
Parmi les villages environnants, Biessum et Uitwierde ont été les plus touchés, la plupart des maisons avaient été incendiées par les Français.
Des collectes ont été organisées dans une vaste zone pour les habitants de Delfzijl et ses environs afin de contribuer à la reconstruction. 
Ainsi, dans les municipalités frisonnes, il a été rassemblé mille florins.
Une restauration sur le long terme de la forteresse de Delfzijl et de ses environs a suivi.

## Le siège dans l'art
Le siège de Delfzijl s'est reflété à maintes reprises dans l'art.
On connaît le tableau de Tobias Roelfs van Streun, acheté pour 30 florins par la municipalité de Delfzijl en 1907 et maintenant exposé dans la salle du conseil de la mairie de Delfzijl.
On sait moins que le compositeur français Napoléon Coste  était encore un enfant lors du siège de Delfzail; son père a été capitaine sous le commandement du colonel Maufroy.
Ses impressions sur la ville (et non sur le siège), il a exprimé en 1852 dans la composition pour la guitare.
En 2014, 200 ans après le siège, il a été commémoré avec la pièce de théâtre «Dernier ami de Napoléon» par Rob de Graaf, avec Arjan Ederveen et Ellen ten Damme dans les rôles principaux.
En tout, sept représentations ont été données à Delfzijl.

## Littérature
- Acker Stratingh, G. [et al.], (1864-1873). Bijdragen tot de geschiedenis en oudheidkunde, inzonderheid van de provincie Groningen. Deel 1. Groningen: J.B. Wolters
- Bottema, J. (2004). Delfzijl, schetsen uit de Franse tijd. Bedum.
- Busch, M. '‘Dagverhaal van de blokkade van Delfzijl in 1813 en 1814’', in: Bijdragen tot de geschiedenis en oudheidkunde inzonderheid van de provincie Groningen, deel I.
- Halsema,D.F.J. & Halsema, W.D. (1957): Groninger Kroniek van de beide van Halsema. Aantekeningen van merkwaardige gebeurtenissen voorgevallen in de provincie Groningen en byzonder in de Ommelanden; byeenverzameld uit enige aantekeningen en losse papieren van dr.D.F.J.Halsema, door dezelfs zoon. Groningen: Noordhoff.
- Geertsema, H & Roggenkamp, C. (1982). Delfzijls Geschiedenis in een notedop. Delfzijl: Gemeente Delfzijl.
- Geertsema, H. et al. Rondom de Delfzijlen. Winschoten: J.D. van der Veen.
- Niemeijer, K. Het verhaal van Groningen. Kolonel Marcus Busch. Opgehaald 21:29, december 27, 2008 van Het verhaal van Groningen. Kolonel Marcus Busch
- Streun, T.R. van (1907). Kronijk van Delfzijl. Groningen: M. de Waal.
- Martinus Stuart|Stuart, M (1818). Jaarboeken van het Koningrijk der Nederlanden. Door Martinus Stuart, geschiedschrijver des rijk. 1814. Amsterdam: E. Maaskamp.